# Egejski otoci
Egejski otoci (grč. Νησιά Αιγαίου) je zajednički naziv za otoke u Egejskom moru, s kopnenom Grčkom na zapadu i sjeveru te Turskom na istoku; otok Kreta predstavlja južnu granicu otoka. Antičko ime za Egejsko more Arhipelag, poslije je ušlo u svjetske jezike za otočne skupine.
Grčki egejski otoci obično se dijele na sedam skupina, od sjevera prema jugu:
- Sjeveroistočni egejski otoci
- Sporadi
- Eubeja
- Argo-saronski otoci
- Cikladi
- Dodekanez (Južni Sporadi)
- Kreta

Gotovo svi egejski otoci pripadaju Grčkoj, i podijeljeni su na devet periferija. Turska posjeduje otoke Imbros (Gökçeada), Tenedos (Bozcaada) i manje otočice uz zapadnu obalu.  
Izraz Talijanski egejski otoci (talijanski Isole Italiane dell-’Egeo) se ponekad rabi za otoke koje je Italija zauzela za vrijeme Talijansko-turskog rata 1912. i držala pod svojom vlašću do 1947.: Dodekanez, uključujući Rodos i Kastelorizo.

## Vanjske poveznice
|  | Zajednički poslužitelj ima još gradiva o temi Egejski otoci |